# 上水屠房
上水屠房是一座位於香港新界東上水的屠宰場，於1997年2月動工，2000年1月竣工。屠房佔地5.80公頃，總建築樓面面積達66940平方米，是亞洲規模最大之一。建築由王歐陽（香港）有限公司設計，中國海外房屋工程有限公司承建，工程曾獲「優質建築物大獎」優異獎。上水屠房由一家與政府訂立了管理合約的私營公司五豐行（華潤子公司）管理和營辦。
上水屠房是香港的鮮肉（牛肉、豬肉及羊肉）供應兩間持牌屠房之一（另一間是荃灣屠房）。上水屠房的牲口欄可容納12000頭豬和2200頭牛，配備先進的屠宰機器，全機械操作，每日可屠宰5000隻豬、400頭牛及300隻羊。

## 歷史
興建上水屠房在於取代香港島堅尼地城屠房、九龍長沙灣屠房及新界元朗屠房等3個位處市區及新市鎮容易造成滋擾的屠房。上水屠房遠離民居，擁有一條專用鐵路支線及車站：上水屠房站（或稱羅湖編組站），距離羅湖只有3分鐘鐵路車程。上水屠房運作初期，列車可以直接駛至屠房月台卸下牲口，運載牲口的列車從此不用經現時的東鐵綫進入市區，而鐵路沿線的居民亦不用再忍受豬牛的叫聲及臭味；而加士居道往紅隧及九龍灣方向之牲畜貨運站上蓋亦可移交予香港理工大學作擴展用途（現為理工大學Z座建築及環境學院大樓，下層為港鐵紅磡列車停放處附設機務段）。
然而，近年運港牲口集中在深圳清水河報關，該處與香港相距車程只是一小時，運送方式改由較靈活的貨車取代，現時運往上水屠房的牲口不再使用貨運列車，全部均利用貨車直接運送（經主要用作輸送供港牲口的文錦渡口岸）。

## 環保控制
上水屠房於2002年獲ISO 14001環境管理證書。
- 污水及廢物處理：設有獨立的生化污水處理系統，每天利用細菌及其他微生物處理大約5000立方米的屠宰後污水，確保其水質與家居污水相近後才排放，符合環保標準。
- 氣味控制：共有6組大型水力洗滌器，用以減低臭味之用。排出經過化學程序處理的氣味絕不超過2個氣味單位，有需要時，亦會噴射氣味中和劑，盡量消除臭味。
- 噪音控制措施：安裝隔音百葉窗減低牲口欄的噪音外傳。為減低運載肉類的貨車所發出的噪音，在一段接近民居的寶運路設有約700米長、3米高的隔音屏障，並於周圍築起高2至4米的隔音牆。
- 太陽能及熱泵將水預熱：熱水是屠房運作的重要資源，為了符合環保原則，裝設450塊「太陽能吸收板」將水加熱，再經熱泵系統引用冷氣裝置排放的熱量進一步加熱。

## 事件

### 2019冠狀病毒病疫情期間事件
2020年7月20日，上水屠房兩名買手因早前身體不適到私家診所求診及接受病毒測試，及後分別列作2019冠狀病毒病確診個案及初步確診個案。屠房隨後即時清潔消毒有關人士曾逗留或往來的地方，並聯絡涉及兩名買手的新增個案進行調查，追蹤他們在屠房的密切接觸者。屠房共有24宗2019冠狀病毒病確診個案。
而在2022年初的第五波疫情當中，上水屠房再爆發疫情，一共有86名員工初步確診，導致屠房需於2月19日起關閉至3月7日，影響全港豬肉供應。

### 致命工業意外
2023年1月20日，一名61歲屠房主管宰豬時被未完全電暈的豬掙扎踢中，並將他手持的40厘米長的切肉刀𠝹傷其左後膝動脈，送院經搶救後不治。據了解事主1999年入職。而工人表示入行60多年從未曾聽聞過同類意外

## 图集

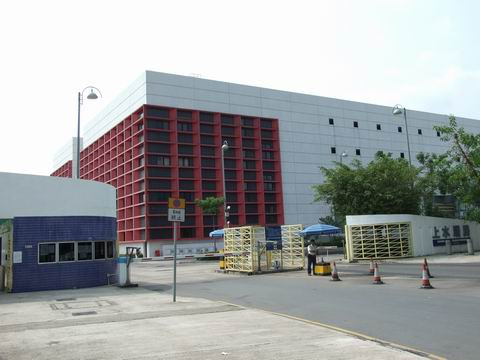
上水屠房正門
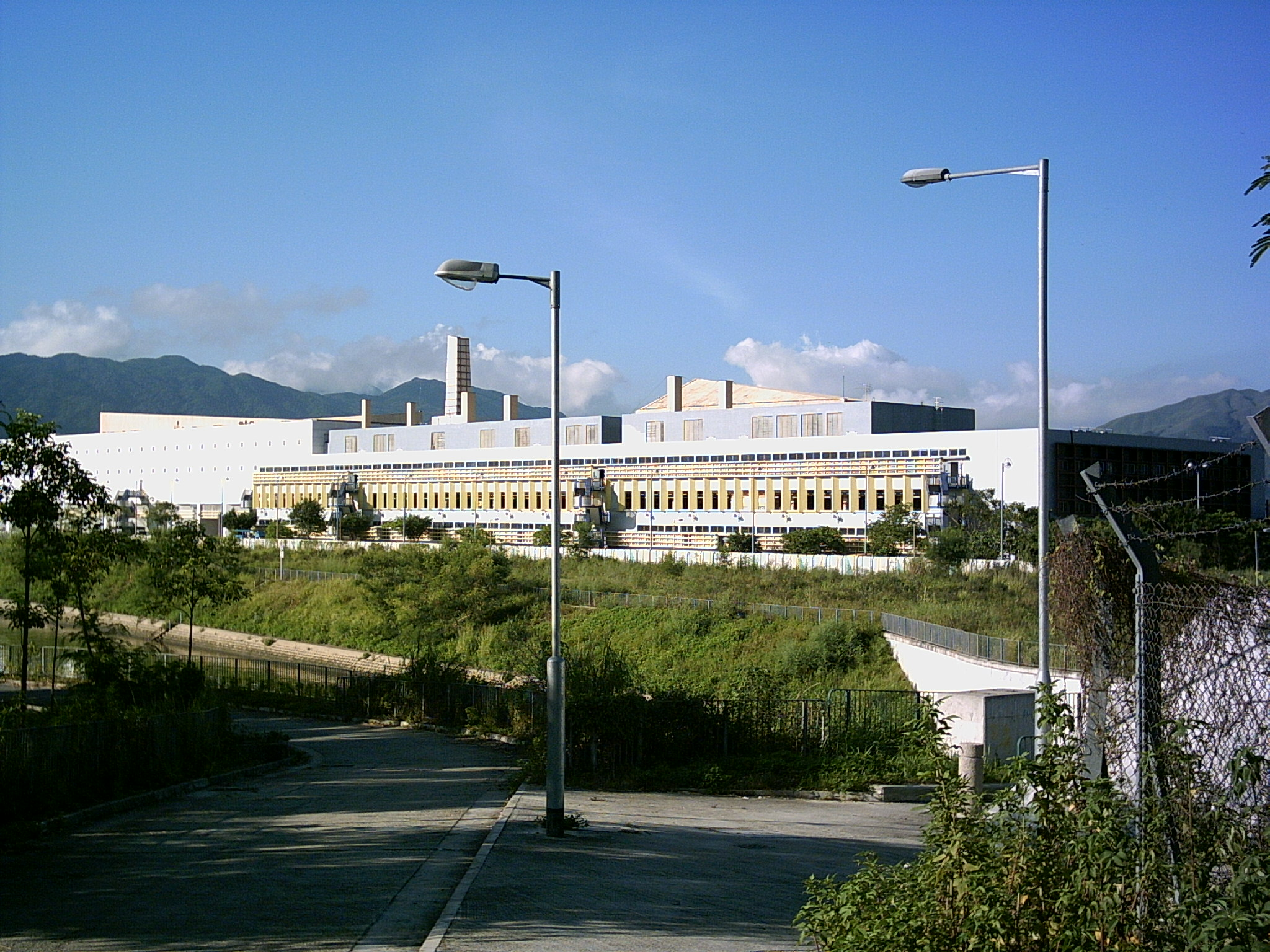
上水屠房外貌

### 其他參考資料
- 食物環境衞生署署長就上水屠房榮獲ISO14001致辭全文 （页面存档备份，存于）
- 中國建築國際集團有限公司：上水屠宰場
- 提供用作鮮肉供應的屠房設施（PDF格式） （页面存档备份，存于）
- 2002年主要品質、環保、健康及安全工作回顧
- 納普消聲百葉系列[永久]